# ABBA: You Can Dance
ABBA: You Can Dance es un videojuego para la videoconsola Wii, desarrollado por Ubisoft. Se anunció el 1 de septiembre de 2011, y fue lanzado el 25 de noviembre de 2011 en Europa y el 15 de noviembre del mismo año en América del Norte. El juego forma parte de la serie Just Dance.

## Lista de canciones
| Dificultad                   | Esfuerzo | Modo       | Año  | Bailarín |
| ---------------------------- | -------- | ---------- | ---- | -------- |
| Angeleyes                    |          | Individual | 1979 | ♀        |
| As Good as New               |          | Individual | 1979 | ♀        |
| Bang-A-Boomerang             |          | Dúo        | 1974 | ♀/♀      |
| Dancing Queen*               |          | Individual | 1976 | ♀        |
| Does Your Mother Know        |          | Dúo        | 1979 | ♀/♂      |
| Fernando                     |          | Dúo        | 1975 | ♀/♀      |
| Gimme! Gimme! Gimme!         |          | Individual | 1979 | ♀        |
| Head over Heels              |          | Individual | 1981 | ♀        |
| Hole In Your Soul            |          | Cuarteto   | 1977 | ♀/♀/♂/♀  |
| Honey, Honey                 |          | Cuarteto   | 1974 | ♀/♀/♀/♂  |
| I'm a Marionette             |          | Dúo        | 1977 | ♀/♂      |
| I Do, I Do, I Do, I Do, I Do |          | Dúo        | 1975 | ♀/♂      |
| If It Wasn't for the Nights  |          | Individual | 1978 | ♂        |
| Knowing Me, Knowing You      |          | Cuarteto   | 1977 | ♂/♀/♀/♂  |
| Lay All Your Love On Me      |          | Individual | 1980 | ♀        |
| Mamma Mia                    |          | Cuarteto   | 1975 | ♂/♀/♀/♂  |
| Money, Money, Money          |          | Individual | 1976 | ♀        |
| People Need Love             |          | Cuarteto   | 1973 | ♀/♀/♂/♀  |
| S.O.S                        |          | Dúo        | 1975 | ♀/♀      |
| Summer Night City            |          | Individual | 1978 | ♀        |
| Super Trouper                |          | Solo       | 1980 | ♀        |
| Take A Chance On Me          |          | Dúo        | 1978 | ♀/♀      |
| The Winner Takes It All      |          | Individual | 1980 | ♀        |
| Voulez-Vous                  |          | Individual | 1979 | ♀        |
| Waterloo                     |          | Cuarteto   | 1974 | ♂/♀/♀/♂  |
| When I Kissed The Teacher    |          | Individual | 1977 | ♀        |

- "*" Indica que la canción tiene dos coreografías.